# Biskupiec-Kolonia Trzecia
Biskupiec-Kolonia Trzecia ist ein Ort in der polnischen Woiwodschaft Ermland-Masuren. Er gehört zur Gmina Biskupiec (Stadt-und-Land-Gemeinde Bischofsburg) im Powiat Olsztyński (Kreis Allenstein).

## Geographische Lage
Biskupiec-Kolonia Trzecia liegt an der nordwestlichen Stadtgrenze von Biskupiec (deutsch Bischofsburg) in der westlichen Mitte der Woiwodschaft Ermland-Masuren, 31 Kilometer nordöstlich der Kreisstadt und auch Woiwodschaftshauptstadt Olsztyn (Allenstein).

## Geschichte
Dokumente und Belege über die Historie der Osada (= „Siedlung“) Biskupiec-Kolonia Trzecia (= „3“) sucht man vergebens. Es handelt sich dabei wie auch bei der Biskupiec-Kolonia Pierwsza (= „1“) und der Biskupiec-Kolonia Druga (= „2“) um die Siedlungsform eines Ausbaus oder auch Abbaus, d. h. von Orten, die entfernt des eigentlichen (Stadt-)Gebietes liegen. Solche Orte werden seit 2021 als Osada gewertet.
Es ist anzunehmen, dass die Biskupiec-Kolonia Trzecia erst in den letzten Jahrzehnten des 20. Jahrhunderts entstanden ist. In der Gmina Biskupiec ist diese Ortschaft mit den anderen beiden Ortschaften im Sołectwo (= „Schulzenamt“) Biskupiec-Kolonia verbunden.
Biskupiec-Kolonia Trzecia ist eine Ortschaft innerhalb der Stadt-und-Land-Gemeinde Biskupiec (Bischofsburg) im Powiat Olsztyński (Kreis Allemstein), bis 1998 der Woiwodschaft Olsztyn, seither der Woiwodschaft Ermland-Masuren zugehörig.

## Kirche
Kirchlich ist Biskupiec-Kolonia Trzecia sowohl evangelischer- als auch römisch-katholischerseits mit der Stadt Biskupiec verbunden.

## Verkehr
Durch Biskupiec-Kolonia Trzecia verläuft eine Nebenstraße, die innerhalb der Stadt Biskupiec als ulica Ludowa von der aleja Wojska Polskiego abzweigt und bis nach Najdymowo (Neudims) führt. Eine Bahnanbindung besteht nicht.